# Katy Steding
Kathryn Suzanne Steding (Portland, 11 december 1967) is een voormalig Amerikaans basketbalspeelster. Zij won met het Amerikaans basketbalteam de gouden medaille tijdens de Olympische Zomerspelen 1996.
Steding speelde voor het team van de Stanford-universiteit. Met dit universiteitsteam won ze het NCAA Division I kampioenschap in 1990. Ze speelde in de American Basketball League voor Portland Power, voordat zij in 2000 haar WNBA-debuut maakte bij de Sacramento Monarchs. In totaal heeft ze 2 seizoenen in de WNBA gespeeld. Ook speelde ze in verschillende jaren in Japan en Spanje.
Tijdens de Olympische Zomerspelen 1996 in Atlanta won ze olympisch goud door Brazilië te verslaan in de finale. In totaal speelde ze 8 wedstrijden tijdens de Olympische Spelen en wist alle wedstrijden te winnen. 
Na haar carrière als speler werd zij basketbalcoach. Sinds 2020 is ze assistent coach voor het team van de Stanford-universiteit. In 2021 won ze met dit team wederom het NCAA Division I kampioenschap, echter deze keer als coach.